# سكيتشرز
سكيتشرز (بالإنجليزية: Skechers)‏، شركة أحذية أمريكية مقرها في مانهاتن بيتش، كاليفورنيا، أسسها الرئيس التنفيذي روبرت غرينبرغ وابنه مايكل في عام 1992. بعد أن ترك روبرت شركة ل.أ جير (LA Gear)،التي أسسها عام 1983، أنشأ شركة سكيتشرز كموزع لشركة دكتور مارتنز (Dr. Martens). تعتبر الآن ثالث أكبر علامة تجارية للأحذية الرياضية في الولايات المتحدة.

## الفروع
تقوم الشركة ببيع منتجاتها مباشرة للمستهلكين أو من خلال شركات أخرى عبر 3770 متجرًا للبيع بالتجزئة بالإضافة إلى منصات التجارة الإلكترونية. منتجات سكيشرز متاحة في أكثر من 170 بلدا. تنتشر محلات سكيتشرز في أفغانستان، الجزائر، الفلبين، البيرو، اندورا، استراليا، البحرين، البرتغال، الباكستان، بولندا، بويرتوريكو، بارغواي، بنما، كندا، الدنمارك، تركيا، المملكة المتحدة، المملكة العربية السعودية، العراق، فيتنام، روسيا، رومانيا، زيمبابوي، سانت لوسيا، موزمبيق، قطر، عمان.

## التبرعات
أطلقت سكيتشرز مؤسسة سكيتشرز في عام 2011. تستضيف سكيتشرز ومؤسسة الصداقة مسيرة سنوية لجمع الأموال لمنظمة غير ربحية تساعد على ربط الطلاب ذوي الاحتياجات الخاصة بأقرانهم.